# جودا لوئیس
جودا لوئیس (انگلیسی: Judah Lewis؛ زادهٔ ۲۲ مهٔ ۲۰۰۱) هنرپیشه اهل ایالات متحده آمریکا است. وی از سال ۲۰۱۴ میلادی تاکنون مشغول فعالیت بوده‌است.
از فیلم‌ها یا برنامه‌های تلویزیونی که وی در آن نقش داشته‌است می‌توان به نقطه فروپاشی، ویرانی، ماجراهای کریسمس ۲، گوشت مناسب و تابستان ۱۹۸۴ اشاره کرد.